# Gwendal Le Pivert
 (août 2022).
Si vous disposez d'ouvrages ou d'articles de référence ou si vous connaissez des sites web de qualité traitant du thème abordé ici, merci de compléter l'article en donnant les références utiles à sa vérifiabilité et en les liant à la section « Notes et références ».
 (mai 2020).
Gwendal Le Pivert, né le 6 septembre 1990 à Saint-Brieuc (Côtes-d'Armor), est un patineur de vitesse français.

## Sponsor
Gwendal Le Pivert rejoint en 2012 l'équipe australienne. Il commence sa saison en Allemagne début avril avec le rôle de leader au sein du groupe sprint de l'équipe où il prend la 5e place. Il remporte la même année une étape de la coupe d'Europe.

### Récapitulation en tableau
| Saison    | France                                           | Europe                                                                      | Monde                                                  |
| --------- | ------------------------------------------------ | --------------------------------------------------------------------------- | ------------------------------------------------------ |
| 2008/2009 | OR : 200m, 300m                                  | ARGENT : 3000m relais BRONZE : 5000m relais                                 | BRONZE : 500m(R)                                       |
| 2009/2010 | ARGENT : 200m, 300m, 500m                        | BRONZE : 500m                                                               | BRONZE : 3000m relais                                  |
| 2010/2011 | OR : 500m ARGENT : 200m                          | Blessure                                                                    | Non participation                                      |
| 2011/2012 | OR : 500m ARGENT : 300m BRONZE : 200m, 1000m     | ARGENT : 500m                                                               | ARGENT : 500m BRONZE : 500m                            |
| 2012/2013 | OR : 200m, 500m BRONZE : 300m                    | ARGENT : 5000m relais BRONZE : 500m                                         | BRONZE : 3000m relais, 500m                            |
| 2013/2014 | ARGENT : 500m(R)                                 | OR : 500m ARGENT : 500m(R) BRONZE : 1000m                                   | Non participation                                      |
| 2014/2015 | OR : 200m, 500m(R) ARGENT : 500m BRONZE : 1000m  | OR : 500m ARGENT : 5000m relais BRONZE : 1000m                              | OR : 5000m relais ARGENT : 500m(R)                     |
| 2015/2016 | OR : 100m, 300m, 500m(R) BRONZE : 1000m          | OR : 500m, 1000m, 5000m relais ARGENT : 300m, 3000m relais BRONZE : 500m(R) | OR : 500m, 500m(R), 5000m relais ARGENT : 3000m relais |
| 2016/2017 | OR : 300m, 500m(R), 500m ARGENT : 100m           | Non participation                                                           | BRONZE : 300m                                          |
| 2017/2018 | OR : 100m, 500m(R), 500m, 1000m                  | Non participation                                                           | OR : 1000m, 3000m relais                               |
| 2018/2019 | OR : 500m(R), 200m, 500m, 1000m ARGENT : 100m(R) | Non participation                                                           | ARGENT : 3000m relais, 500m(R)                         |

## Parcours scolaire
Gwendal est diplômé en banque et finance
Élève du lycée Jean XXIII à Quintin en Bretagne il quitte cet établissement en 3e pour étudier à Saint-Brieuc au lycée Eugène Freyssinet. Il n'y restera que 2 années pour rejoindre ensuite le Lycée Michelet à Nantes où il obtiendra un baccalauréat STD2A.

## Sources
- Ressources relatives au sport :   - Association internationale des Jeux mondiaux
  - LesSports
  - Speedskatingbase.eu
  - SpeedSkatingNews
- (fr) Rencontre avec gwendal lepivert (archive octobre 2012)
- (fr) Résultat de Gwendal Le Pivert